# Akrotiri (Limasol)
Akrotiri es un pueblo perteneciente al distrito de Limasol, Chipre. El pueblo contiene dos pequeñas iglesias dedicadas a Santa Cruz y San Jorge. Al sur hay un sitio llamado Curio que contiene las ruinas de un antiguo asentamiento.

## Superficie
Cuenta con una superficie de 49,21 kilómetros cuadrados.

## Demografía
Hasta 2021 la población era de 933 habitantes, con una densidad de población de 18,96 habitantes por kilómetro cuadrado.
| Gráfica de evolución demográfica de Akrotiri entre 1976 y 2021                       |
|                                                                                      |
| Datos según Population statistics of Eastern Europe & former USSR y City Population. |